# Хазяїн гори (фільм)
Хазяїн гори (англ. Gentle Ben) — американський фільм.

## Сюжет
Батьки 12-річного Марка виїхали на літо за кордон, залишивши сина на піклування дядька Джека — лісничого, що живе в маленькому містечку. Заступник Джека, індіанець Суїні, навчає Марка секретам спілкування з тваринами і розповідає легенду про Долину грізлі, де далеко від мисливців і браконьєрів величезні ведмеді насолоджуються повною свободою. І один ведмідь на ім'я Бен, який живе в покинутій шахті, стає другом Марка. Але їх дружбі загрожує небезпека. Мер Бенсон, упевнений в тому, що Бен нападає на його овець, пропонує нагороду за голову ведмедя. І приходить жахлива звістка, що батьки Марка загинули в автокатастрофі. Соціальні працівники осаджують будинок його дядька, вимагаючи відправити Марка до притулку. У хлопчика залишається лише один вихід — бігти в ліс, що став для нього рідним будинком, і шукати порятунку для себе і Бена.

## У ролях
- Дін Кейн — Джек Ведлоу
- Корбін Бернсен — Фог Бенсон
- Вільям Кетт — Гіттіс Мелоун
- Мартін Коув — Куллі
- Рейлі МакКлендон — Марк Ведлоу
- Ешлі Лоуренс — Дакота
- Джил Бірмінгем — Піт
- Коді Вейант — Ешлі Бенсон
- Стефен Бріджуотер — Норвуд Мелоун
- Девід Еткінсон — Ranch Hand
- Дж. Карен Томас — міс Вешбороу
- Дастін Лопез — Гюнтер
- Бонкерс — Бен
- Беверлі Робертс — рятувальник з мисливським собакою
- Мітчелл Рой — Ranch Hand